# Ángel Sepúlveda
Angel Baltazar Sepúlveda Sánchez (Apatzingán, 15 de fevereiro de 1991) é um futebolista mexicano que atua como atacante. Atualmente defende o Cruz Azul.

## Carreira
Ángel Sepúlveda integrou a Seleção Mexicana de Futebol na Copa Ouro da CONCACAF de 2017.

## Títulos
Querétaro
- Copa México: Apertura 2016

Cruz Azul
- Copa dos Campeões da CONCACAF: 2025[1]

México
- Liga das Nações da CONCACAF: 2024–25[2]

### Prêmios individuais
- Melhor Jogador da Copa dos Campeões da CONCACAF: 2025[3]

### Artilharias
- Copa dos Campeões da CONCACAF de 2025: (9 gols)[3]